# Scramble (videogioco)
Scramble (スクランブル?, Sukuranburu) è un videogioco arcade sparatutto a scorrimento orizzontale della Konami, uscito nel 1981, in cui si controlla una navetta spaziale. Fu un titolo innovativo e divenne un classico. Venne poi convertito per Vectrex e Tomy Tutor. Comparve anche per console più moderne nelle raccolte Konami Arcade Classics e Konami Arcade Collection.
Il seguito arcade diretto fu Super Cobra, che a differenza di Scramble è stato convertito ufficialmente per molte piattaforme dell'epoca.

## Modalità di gioco
La navetta spaziale del giocatore deve completare sei livelli a visuale laterale e scorrimento verso destra, eliminando o evitando vari nemici, in prevalenza missili e dischi volanti, e facendo attenzione a non cozzare contro rocce e barriere. Essa spara proiettili orizzontalmente e lancia bombe verso il basso, non più di due alla volta, con una traiettoria dipendente da altezza e velocità della navetta al lancio. Oltre a muoversi su e giù può accelerare e decelerare rispetto allo scorrimento dello schermo. Il giocatore deve anche ricordarsi di colpire spesso le taniche che incontra sul suo percorso (con la scritta "FUEL") per recuperare il carburante, altrimenti il caccia spaziale precipiterà.
I livelli, che si ripetono ciclicamente con il solo aumento del consumo di carburante, sono sei, così configurati:
1. una zona con montagne e valli, dove il pericolo principale (oltre all'urto col terreno) è costituito da missili che partono verticalmente da terra.
2. una caverna con presenza di dischi volanti che ostruiscono il passaggio.
3. uno spazio aperto con comete indistruttibili che attraversano l'etere da destra a sinistra.
4. una zona edificata, di nuovo con i missili, ma posta a un'altezza elevata e con uno spazio di manovra molto stretto.
5. una sorta di caverna artificiale, priva di nemici (sono presenti comunque le taniche di carburante) ma formata da lunghi corridoi con curve a gomito.
6. la base nemica, con un unico bersaglio immobile al suolo ma difficile da raggiungere, che ricompare periodicamente finché non viene distrutto, a meno che il caccia spaziale non termini il carburante.

Le vite a disposizione sono tre, aumentabili al raggiungimento di determinati punteggi.

## Tecnologia
Si trattava di un titolo per l'epoca tecnicamente molto evoluto: è stato infatti il primo sparatutto a scorrimento laterale continuo e forzato (mentre in Defender lo spostamento orizzontale era libero), stabilendo in tal modo diverse convenzioni per molti titoli successivi. Questo schema permette un design più preciso dei livelli da parte dei suoi sviluppatori, che decide come e quando si incontrano i nemici; permette inoltre una sorta di "narrazione" attraverso il paesaggio, che fa scoprire il mondo del gioco man mano che scorre e cambia..
L'hardware della macchina arcade è detto Konami Scramble ed è basato su due microprocessori Zilog Z80, uno principale e uno dedicato al sonoro, oltre a due chip audio AY-3-8910 per il suono. Venne utilizzato per molti altri giochi della Konami, eventualmente con alcune modifiche..

## Accoglienza
Scramble fu un successo fenomenale di pubblico e di gran parte della critica. Negli Stati Uniti, dove si svolse un'intensa campagna pubblicitaria, furono venduti 15.136 cabinati in cinque mesi, cifra impressionante per l'epoca. Anche la conversione ufficiale per Vectrex fu molto apprezzata per la sua fedeltà.
Scramble figura nella lista dei Top 100 arcade games nella Guinness World Records Gamer's Edition. Nel 1996 Games Master ha collocato l'arcade al 60º posto tra i Top 100 Games of All Time.

## Imitazioni
Sono stati realizzati molti cloni e varianti di Scramble per molte piattaforme. Alcuni dei più noti o più storici:
- Battle of Atlantis (Comsoft 1981) come arcade
- Dambusters (South West Research 1981) come arcade
- Mars (Artic Electronics 1981) come arcade
- Mariner / 800 Fathoms (Amenip 1982) come arcade
- Penetrator (Beam Software 1982) per vari computer, che include anche un editor di livelli
- 3-D Skramble (LiveWire 1984) per Commodore 64, che introduce la componente tridimensionale

Bootleg da sala giochi:
- Bomber, pubblicato nel 1981
- Explorer, pubblicato nel 1981, molto più difficile, con disposizione variabile dei nemici[8]
- Scramble, pubblicato da Reben S.A. nel 1981
- Scramble Pt2, pubblicato da Armenia Ltd. nel 1981 come parte di 4 Fun in 1
- Strafe Bomb, pubblicato da Omni nel 1981